# Мескетинское сельское поселение
Мескетинское се́льское поселе́ние — муниципальное образование в Ножай-Юртовском районе Чечни Российской Федерации.
Административный центр — село Мескеты.

## История
Статус и границы сельского поселения установлены Законом Чеченской Республики от 20 февраля 2009 года № 11-РЗ «Об образовании муниципального образования Ножай-Юртовский район и муниципальных образований, входящих в его состав, установлении их границ и наделении их соответствующим статусом муниципального района и сельского поселения».

## Население
| 2010  | 2012  | 2013  | 2014  | 2015  | 2016  | 2017  |
| ----- | ----- | ----- | ----- | ----- | ----- | ----- |
| 5037  | ↗5231 | ↗5305 | ↗5452 | ↗5595 | ↗5755 | ↗5866 |
| 2018  | 2019  | 2020  | 2021  | 2023  | 2024  |       |
| ↗6004 | ↗6173 | ↗6239 | ↗6519 | ↗6660 | ↗6791 |       |

## Состав сельского поселения
| № | Населённый пункт | Тип населённого пункта       | Население |
| - | ---------------- | ---------------------------- | --------- |
| 1 | Бетти-Мохк       | село                         | ↗955      |
| 2 | Мескеты          | село, административный центр | ↗4507     |
| 3 | Новый Замай-Юрт  | село                         | ↗137      |
| 4 | Согунты          | село                         | ↗498      |